# Loyabad
Loyabad é uma vila no distrito de Dhanbad, no estado indiano de Jharkhand.

## Demografia
Segundo o censo de 2001, Loyabad tinha uma população de 32 695 habitantes. Os indivíduos do sexo masculino constituem 55% da população e os do sexo feminino 45%. Loyabad tem uma taxa de literacia de 58%, inferior à média nacional de 59,5%: a literacia no sexo masculino é de 69% e no sexo feminino é de 44%. Em Loyabad, 15% da população está abaixo dos 6 anos de idade.